# HD 102942
HD 102942，又名BD+34 2264，SAO 62731、HR 4545，是一颗恒星，视星等为6.27，位于銀經183.62，銀緯75.58，其B1900.0坐标为赤經11h 45m 57.7s，赤緯+33° 75.58′ 50″。